# Teste de Molisch

Teste de Molisch

O teste de Molisch é um procedimento químico usado para determinar a presença de hidratos de carbono numa solução.

## Teoria
As oses ou monossacarídeos, quando submetidas à ação de ácidos concentrados sofrem uma desidratação que leva a formação de um aldeído cíclico ou seus derivados. Assim, as pentoses produzem furfural e as hexoses formam 5-hidroximetil-furfural. Os polissacarídeos ou osídeos, quando presentes, são primeiramente hidrolisados às suas oses constituintes e posteriormente desidratados.
O furfural e seus derivados podem se condensar com fenóisnsubstituídos formando compostos coloridos característicos.
No teste de Molisch, o ácido sulfúrico concentrado é usado para produzir a desidratação e o alfa-naftol para produzir a coloração quando se condensa com o furfural.